# 湘南マツダ
株式会社湘南マツダ（しょうなんマツダ）は、神奈川県を営業エリアとするマツダのカーディーラー。
地場独立資本のディーラーである。
社名は、湘南マツダ→アンフィニ湘南→マツダアンフィニ湘南→湘南マツダと変わっている。

## 事業所

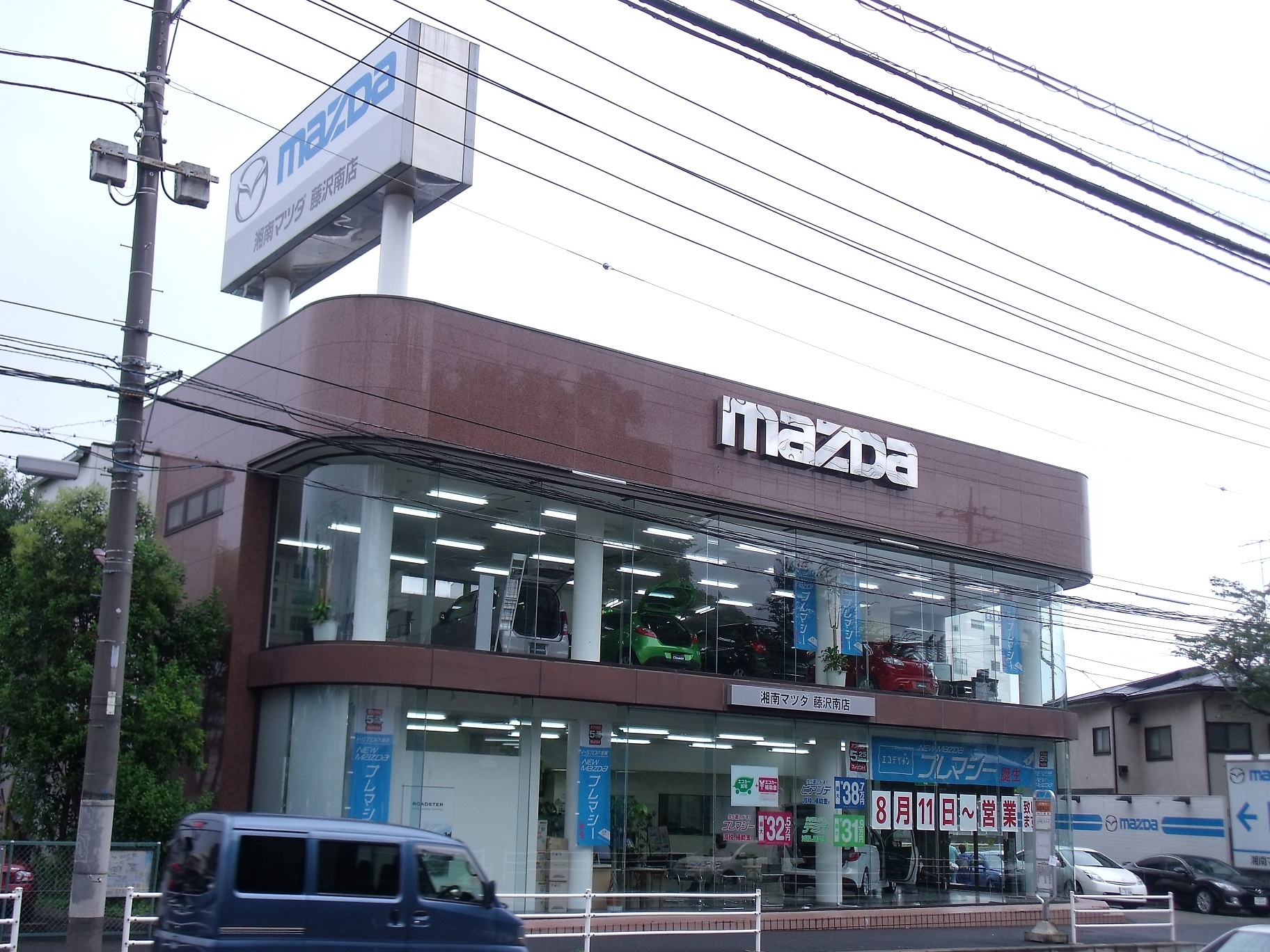
藤沢南店（新世代店舗改装前）

- 大磯本店
  - 中郡大磯町高麗1-2-7
- 平塚店（旧アンフィニ平塚&ユーノス平塚）
  - 平塚市田村1-1-4
- 湘南台店（旧神奈川マツダ湘南台店）
  - 藤沢市湘南台6-34-5
- 藤沢店
  - 藤沢市辻堂太平台2-13-25
- 藤沢南店（旧ユーノス藤沢）
  - 藤沢市川名1-9-17
- 相模原店
  - 相模原市南区上鶴間1-1-2
- 厚木店
  - 厚木市恩名2-7-3
- 厚木長谷店
  - 厚木市長谷423
- 綾瀬店
  - 綾瀬市深谷3904-2
- 横須賀店（旧神奈川マツダ横須賀店）
  - 横須賀市森崎1-10-28